# جولیانا پنیا
جولیانا پنیا (انگلیسی: Julianna Peña؛ زادهٔ ۱۹ اوت ۱۹۸۹) ورزشکار هنرهای رزمی ترکیبی اهل ایالات متحده آمریکا است. وی از سال ۲۰۰۹ میلادی تاکنون مشغول فعالیت بوده است.
پنیا یک رزمی‌کار ترکیبی حرفه‌ای آمریکایی است که در دسته خروس وزن زنان مسابقات سازمان یواف‌سی رقابت می‌کند، جایی که او دو بار قهرمان سابق خروس وزن زنان یواف‌سی است. پنیا اولین زنی است که برنده جایزه مبارز نهایی شده است. از ۱۰ ژوئن ۲۰۲۵، او در رتبه‌بندی خروس وزن زنان یواف‌سی رتبه اول و در رتبه‌بندی پوند فور پوند زنان یواف‌سی رتبه پنجم را دارد.